# Vụ UFO Levelland
Vụ UFO Levelland xảy ra vào ngày 2–3 tháng 11 năm 1957, ở quanh thị trấn nhỏ Levelland, Texas. Levelland, vào năm 1957 có dân số khoảng 10.000 người, nằm ở phía tây Lubbock trên thảo nguyên bằng phẳng của South Plains Texas. Vụ này được giới nghiên cứu UFO coi là một trong những trường hợp ấn tượng nhất trong lịch sử UFO, chủ yếu là do số lượng lớn các nhân chứng liên quan trong một khoảng thời gian tương đối ngắn. Tuy nhiên, cả những người hoài nghi UFO và Không quân Mỹ đã mô tả vụ việc là do sét hòn hoặc một cơn bão điện dũ dội gây ra.

## Báo cáo
Vào tối ngày 2 tháng 11 năm 1957, hai công nhân nông trường nhập cư, Pedro Saucedo và Joe Salaz, đã gọi cho sở cảnh sát Levelland đề trình báo vụ chứng kiến UFO. Saucedo nói với sĩ quan cảnh sát A.J. Fowler, đang trực đêm tại đồn cảnh sát, rằng họ đã lái xe bốn dặm (6 km) về phía tây Levelland thì nhìn thấy một ánh đèn flash màu xanh gần đường. Họ kể lại động cơ xe tải chết máy, và một vật thể hình tên lửa đã đứng dậy và tiếp cận chiếc xe tải. Theo Saucedo, "Tôi nhảy ra khỏi xe tải và đâm sầm xuống đất vì tôi sợ. Tôi gọi cho Joe nhưng anh ta không thoát ra được. Thứ đó truyền trực tiếp qua xe tải của tôi với âm thanh lớn và gió ào ạt. Tiếng động nghe như sấm sét và xe tải của tôi rung chuyển từ ánh đèn flash đó...Tôi cảm thấy nóng như lửa đốt." Khi vật thể rời đi, động cơ của xe tải khởi động lại và hoạt động bình thường. Tin rằng câu chuyện này là một trò đùa, Fowler đã bỏ qua nó. Một tiếng đồng hồ sau đó, tài xế xe hơi Jim Wheeler tới trình báo "vật thể hình quả trứng sáng chói, dài khoảng 200 feet" đang đậu trên đường, cách bốn dặm (6 km) về phía đông Levelland, chặn mất lối đi của mình. Anh ta tuyên bố chiếc xe của mình đã chết máy và khi anh ta bước ra khỏi xe thì vật thể cất cánh và đèn tắt. Khi nó di chuyển đi xa, xe của Wheeler khởi động lại và hoạt động bình thường.
Vào lúc 10 giờ 55 phút tối, một cặp vợ chồng lái xe về phía đông bắc Levelland trình báo rằng họ nhìn thấy một tia sáng rực rỡ di chuyển trên bầu trời và đèn pha và radio của họ dừng lại trong ba giây. Năm phút sau, Jose Alvarez khẳng định ông gặp một vật thể lạ đang đậu trên đường cách Levelland 11 dặm (18 km) về phía bắc, và động cơ xe của ông bỗng dưng chết máy cho đến khi vật thể rời đi. Vào lúc 12 giờ 05 phút sáng (3 tháng 11), một sinh viên trường Đại học Công nghệ Texas (nay là Viện Đại học Công nghệ Texas) tên là Newell Wright đã rất ngạc nhiên khi, lái xe cách Levelland 10 dặm (16 km) về phía đông, "động cơ xe của anh ta bắt đầu nổ lách tách, ampe kế nhảy loạn xạ đến mức phóng điện rồi trở lại bình thường, và động cơ bắt đầu mài mòn như hết xăng...chiếc xe trôi đi rồi dừng lại; kế đến đèn pha mờ đi và vài giây sau đã tắt." Khi ra ngoài để kiểm tra vấn đề, anh thấy một vật thể hình quả trứng "dài tới 100 feet" đang đậu trên đường. Nó cất cánh và động cơ của anh bắt đầu chạy lại. Vào lúc 12giờ 15 phút sáng, viên cảnh sát Fowler nhận được một cuộc gọi khác, lần này là từ một người nông dân tên Frank Williams kể rằng anh ta đã gặp một vật thể phát sáng rực rỡ đang đậu trên đường và "khi xe của anh ta đến gần nó, đèn của nó tắt và động cơ dừng lại." Vật thể bay đi, đèn và động cơ xe của anh ta bắt đầu hoạt động trở lại. Những người gọi khác là Ronald Martin vào lúc 12 giờ 45 phút sáng và James Long lúc 1 giờ 15 phút chiều, và cả hai đều trình báo mình nhìn thấy một vật thể sáng rực đang đậu trên đường trước mặt họ, và họ cũng tuyên bố rằng động cơ và đèn pha của họ ngưng hoạt động cho đến khi vật thể đó đã bay đi.
Đến thời điểm này, một số sĩ quan cảnh sát Levelland đang điều tra những vụ trình báo này. Trong số đó có cảnh sát trưởng Weir Clem, người đã nhìn thấy một vật thể màu đỏ sáng chói di chuyển trên bầu trời lúc 1 giờ 30 phút chiều. Vào lúc 1 giờ 45 phút chiều, Trưởng phòng Sở Cứu hỏa Levelland, Ray Jones, cũng nhìn thấy một vật thể và đèn và động cơ của chiếc xe của ông bị nổ lách tách. Các vụ trình báo dường như đã kết thúc ngay sau đó. Trong đêm ngày 2–3 tháng 11, Sở Cảnh sát Levelland đã nhận được tổng cộng 15 báo cáo liên quan đến UFO và sĩ quan Fowler lưu ý rằng "mọi người gọi đến đều rất phấn khích."

## Điều tra của Không quân
Các trường hợp nhìn thấy UFO ở Levelland đều được công chúng biết đến trên toàn quốc, và đã sớm được Dự án Blue Book điều tra. Bắt đầu vào năm 1947 với cái tên Dự án Sign, Dự án Blue Book là nhóm nghiên cứu chính thức của Không quân Mỹ được giao nhiệm vụ điều tra các báo cáo về UFO. Một trung sĩ Không quân được phái đến Levelland, và dành bảy giờ trong thành phố để điều tra vụ việc. Sau khi phỏng vấn ba nhân chứng – Saucedo, Wheeler và Wright – và sau khi biết rằng dông bão đã có mặt ở khu vực này vào đầu ngày, điều tra viên của Không quân đã kết luận rằng một cơn bão điện dũ dội – rất có thể là sét hòn hoặc lửa thánh Elmo – là nguyên nhân chính cho vụ chứng kiến và trục trặc xe được trình báo. Theo nhà sử học UFO Curtis Peebles, "Không quân chỉ tìm thấy ba người chứng kiến 'ánh sáng xanh'...không có mô tả thống nhất về vật thể này." Ngoài ra, Dự án Blue Book tin rằng "lời kể của Saucedo không thể tin cậy được – anh ta chỉ có trình độ giáo dục phổ thông và không có khái niệm về phương hướng và mâu thuẫn trong câu trả lời của anh ta...trong điều kiện thời tiết bão tố, một hiện tượng điện như sét hòn hoặc lửa thánh Elmo xem chừng là nguyên nhân có thể xảy ra nhất." Những trục trặc động cơ xe được các nhân chứng đề cập đều đỗ lỗi cho "mạch điện ướt." Donald H. Menzel, một nhà thiên văn học tại Viện Đại học Harvard và một người vốn nổi tiếng hoài nghi về UFO, đã đồng ý với lời giải thích của Không quân: "các thành viên của các nhóm đĩa bay dân sự phàn nàn rằng, vì [điều tra viên của Không quân] chỉ dành bảy giờ trong khu vực, rõ ràng anh ta đã không coi trọng vấn đề này và không thể tìm ra giải pháp chính xác. Tuy nhiên, ngay cả bảy mươi giờ lao động cũng không thể tạo ra một bức tranh rõ ràng hơn...bằng chứng dẫn đến một xác suất quá lớn: ẩn số bốc lửa ở Levelland là sét hòn." Menzel lập luận rằng "ở Levelland vào đêm 2 tháng 11, điều kiện lý tưởng cho sự hình thành của sét hòn. Trong nhiều ngày, khu vực này đã trải qua thời tiết kỳ dị, và vào cái đêm khả nghi đó đã bị mưa, dông tố và sét đánh viếng thăm." Menzel thừa nhận rằng "vì sét hòn chỉ tồn tại trong thời gian ngắn và không thể được bảo tồn như một bằng chứng hữu hình, sự xuất hiện của nó vào đêm 2 tháng 11 không bao giờ có thể được chứng minh tuyệt đối." Tuy nhiên, ông cũng biện minh rằng "chỉ những người đề xướng chiếc đĩa bay mới có thể chuyển đổi một loạt các sự kiện tầm thường – một vài chiếc ô tô bị chết máy, những quả cầu lửa trên bầu trời vào cuối dông bão – thành một bí ẩn quốc gia."

## Giới nghiên cứu UFO
Hai nhà nghiên cứu UFO – James E. McDonald và J. Allen Hynek – đã tranh cãi về giải thích sét hòn/bão điện của Không quân. Cả hai người đều lập luận rằng không có cơn bão điện nào trong khu vực khi vụ việc xảy ra. Trong lời khai trước một ủy ban của Hạ viện Mỹ năm 1968, McDonald nói rằng "Một trường hợp [UFO] nổi tiếng là ở Levelland, Texas...mười chiếc phi thuyền đã dừng lại trong một khu vực ngắn, tất cả đều độc lập trong khoảng thời gian 2 giờ đồng hồ. Không có sấm chớp hay dông tố và chỉ có một chút mưa." Hynek viết rằng "là người chịu trách nhiệm theo dõi vệ tinh Sputnik mới của Liên Xô, Tôi đang làm nhiệm vụ thực sự suốt ngày đêm và không thể chú ý bất cứ điều gì. Hôm nay tôi không tự hào rằng tôi đã vội vàng đồng tình trong đánh giá của [Không quân] là 'bóng sét' trên cơ sở thông tin rằng một cơn bão điện đang diễn ra ở khu vực Levelland vào thời điểm đó. Điều này đã chứng tỏ không phải trong trường hợp này. Các nhà quan sát trình báo bầu trời u ám và sương mù nhưng không có sét." Hynek cũng lưu ý rằng "tôi đã đưa ra bất kỳ suy nghĩ nào, để sớm nhận ra sự vắng mặt của bất kỳ bằng chứng nào cho thấy sét hòn có thể làm dừng xe và tắt đèn pha." Giới nghiên cứu UFO còn chỉ rõ rằng điều tra viên của Không quân đã không phỏng vấn chín trong số mười lăm nhân chứng, họ cũng không được đề cập trong báo cáo cuối cùng của Blue Book về vụ việc.

## Truyền thông đưa tin
Tháng 3 năm 2002, đài truyền hình KDFW có trụ sở tại Dallas đã phát sóng bản tin về trường hợp UFO ở Levelland mà phóng viên Richard Ray đã phỏng vấn góa phụ và bạn bè của cảnh sát trưởng Weir Clem.